# BSサタデーライブ
『BSサタデーライブ』（ビーエス・サタデー・ライブ）は、2006年4月8日から2010年3月にNHKBS2で放送された音楽番組である。

## 放送時間
- 2006 - 2008年度：土曜 23:00 - 24:30
- 2009年度：土曜 23:30 - 24:59

## 黄金の洋楽ライブ
世界の音楽シーンをリードするアーティストのライブ公演の模様を収録。
放送された主なアーティスト
- ビリー・ジョエル&ABBA
- ローリング・ストーンズ
- ザ・ビーチ・ボーイズ
- エマーソン・レイク・アンド・パーマー
- ニール・ヤング
- ジョン・レノン
- クイーン
- シャーデー
- ジョン・デンバー
- デュラン・デュラン
- チープ・トリック

## スーパーライブ
日本の音楽シーンを代表するアーティストのライブ公演を収録。
放送された主なアーティスト
- 吉井和哉
- 井上陽水
- CHEMISTRY
- 久保田利伸
- 甲斐よしひろ
- 小野リサ
- あみん
- 中島美嘉
- 桑田佳祐
- ポルノグラフィティ
- 布袋寅泰
- Perfume
- KREVA
- UVERworld
- SPEED

## 夜更かしライブ缶
アーティストのライブ公演を収録。NHK制作。2006年度のみ（2007年度以降は「スーパーライブ」に統合）。
放送された主なアーティスト
- 宮沢和史
- BONNIE PINK
- 元ちとせ